# Guillaume Van der Hecht
Pour les articles homonymes, voir Van der Hecht.
Guillaume Victor Van der Hecht, (né le 30 juin 1817 à Bruxelles où il est mort le 10 septembre 1891) est un peintre paysagiste, lithographe et dessinateur belge. Son style relève du romantisme. 

## Biographie et œuvres
Guillaume Van der Hecht naît à Bruxelles le 30 juin 1817, à la rue aux Laines, fils de Joseph Van der Hecht, serrurier et de Barbe Françoise Schneider. 
Van der Hecht devient étudiant à l'Académie royale des beaux-arts de Bruxelles en 1827 et reçoit ses premières commandes à un âge précoce. Au milieu des années 1840, il travaille pendant un temps à Londres, où il est élève et assistant de Charles Baugniet. Lors de son séjour anglais, il peint Ruines du château de Kenilworth, conservé au musée de l'Ermitage. Il est de retour en Belgique vers 1850. Dès lors, son nom apparaît dans nombre de revues, pour lesquelles il travaille comme illustrateur. Il a contribué, entre autres, à la revue La Renaissance, en collaboration avec des artistes romantiques tels Gustave Wappers, Nicaise De Keyser et Jean-Baptiste Madou. 
Van der Hecht est avant tout un dessinateur et un graveur qui travaille à un rythme rapide. Il produit également  des peintures et aquarelles, qui sont plus limitées en nombre. Il fait figure de représentant typique du romantisme et crée principalement des paysages et des vues, incluant souvent des châteaux et des monuments. Alfred Cluysenaar a réalisé son portrait en 1884. Camille Lemonnier porte ce jugement sur l'œuvre de Van der Hecht : « [il] avait, dans des œuvres décoratives, déployé une poésie qui trouvait son charme dans la solennité des heures et du romantisme des sites ».
Van der Hecht a également travaillé comme professeur d'art à la cour de Belgique dans les années 1850 ; puis il a enseigné, à partir de 1870, la peinture à la comtesse de Flandre Marie de Hohenzollern-Sigmaringen. Il était le professeur de son neveu Henri Van der Hecht (1841-1901). Veuf de Pétronille Augustine Antoinette Pitsch, il meurt au numéro 7 rue du Beau Site à Bruxelles le 10 septembre 1891, à 74 ans.

## Sources
- (nl) Dominique Marechal et Gautier Platteau, De Romantiek in België : tussen werkelijkheid, herinnering en verlangen, Bruxelles, Lannoo, 2005 (ISBN 978-90-209-6136-2), p. 168-169.